# アメンボの歌
「アメンボの歌」（アメンボのうた）は、早川義夫の楽曲。自身の3作目のシングルとして、Sony Recordsから1997年8月21日に発売された。

## 背景
表題曲は桑田佳祐が作詞・作曲・編曲を担当。ギターやコーラスでも参加し、ミュージック・ビデオにも友情出演した。また、後述の通りレコーディングメンバーやスタッフも桑田のソロ作品およびサザンオールスターズと関わりの深い人物で構成されている。
一部では「アメンボの唄」と表記される場合もあるが誤りである。

## 批評
CDジャーナルは表題曲を「文語調をまじえた歌詞」「いかにも桑田らしいぶっちゃけ節」「義夫お父さんも楽しそうに歌っている」としつつ、アレンジに関しては「少々ふざけ過ぎ」と評した。早川が作詞・作曲を行ったカップリングの「嵐のキッス」に対しては「従来通りていねいに歌い綴られる」「早川作品としてはより心に残る」と評された。

## 収録曲
- 収録時間：9:30

1. アメンボの歌 (4:27)
（作詞・作曲・編曲：桑田佳祐[1]）
テレビ朝日系バラエティ番組『人気者でいこう!』初代エンディングテーマ。
2. 嵐のキッス (5:03)
（作詞・作曲：早川義夫 編曲：佐久間正英）

## 参加ミュージシャン
- アメンボの歌
  - 桑田佳祐:EG, 12st EG, Chorus, Keys
  - 角谷仁宣:Computer
  - 原由子:Whisper
  - 山本拓夫:Tennor Sax
  - 早川義夫:Vocal
- 嵐のキッス
  - 佐久間正英:Guitars, Bass
  - そうる透:Drums、
  - 早川義夫:Piano, Vocal

## 収録アルバム
- 恥ずかしい僕の人生(#1)[5]